# Gharb al-Ândalus

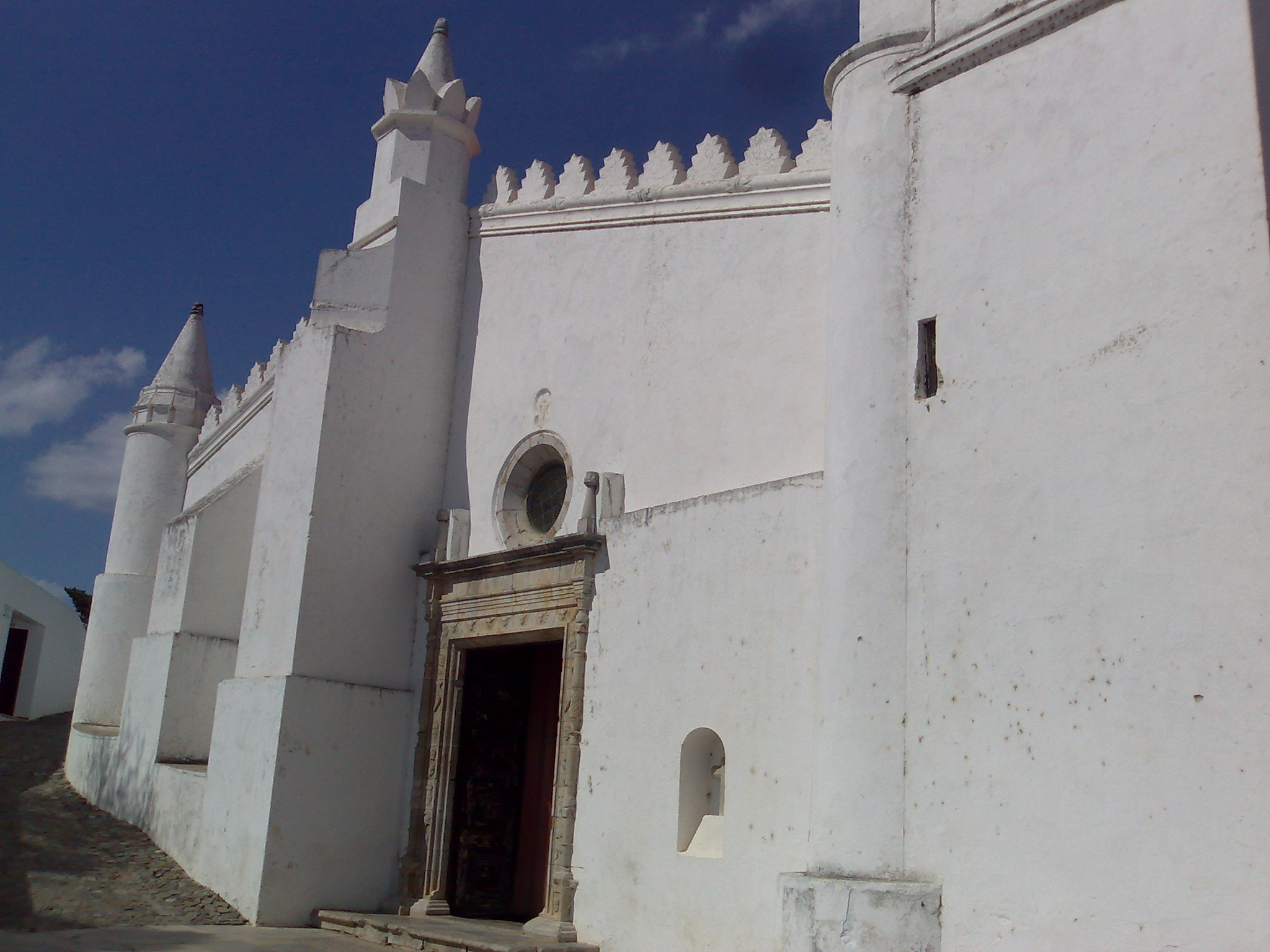
Ancienne mosquée de Mértola, devenue une église depuis la Reconquista.

Le Gharb al-Ândalus (« Ḡarb al-ʾAndalus », غرب الأندلس en français : Andalousie de l'ouest) est une ancienne province d'Al-Andalus qui correspond aux régions du sud du Portugal, avant la Reconquista. Par extension, on inclut généralement dans al-Gharb al-Ândalus la province musulmane d'al-Tagr al-Adna, qui correspond au centre du Portugal actuel, et qui constituait en réalité une entité politique et administrative distincte.  
L'histoire du Gharb commence à partir de 711, lorsque l'ancienne Lusitanie romaine est progressivement intégrée dans le vaste empire omeyyade de Damas sous les noms d'al-Tagr al-Adna (Marca Inferior) et de Gharb al-Ândalus. Elle s'achève en 1249, avec la conquête de l'Algarve par le roi Alphonse III de Portugal, qui met fin à la Reconquista portugaise. Dans le langage courant, l'expression Gharb al-Ândalus sert à désigner la période d'occupation musulmane de l'actuel territoire continental du Portugal. Le terme Al-Gharb al-Ândalus, adapté à la phonétique et à l'orthographe portugaises, est à l'origine du nom de la province historique et de la région administrative actuelle de l'Algarve au Portugal. 

## Histoire

### La conquête musulmane de la Lusitanie

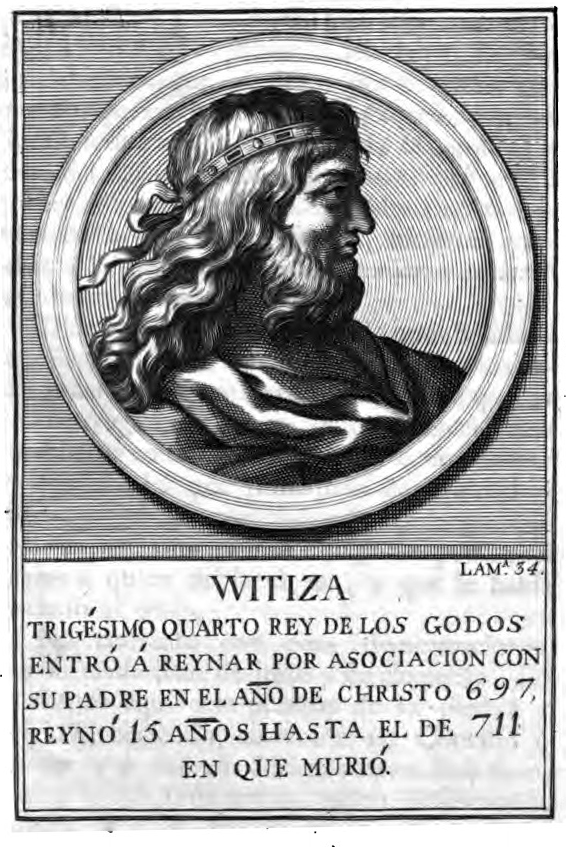
Wittiza, le roi renversé par Rodéric

La conquête musulmane de la Lusitanie par les Omeyyades se fait à partir du Maghreb. Après avoir conquis une grande partie de l'Afrique du Nord, auparavant byzantine, les chefs de guerre musulmans jettent leur dévolu sur la péninsule Ibérique. Leur projet d'expansion est facilité par des divisions au sein de la monarchie wisigothique et des rivalités entre nobles d'Hispanie. Le nouveau roi Rodéric est contesté au sein de son propre clan, où on lui reproche d'avoir usurpé le pouvoir en assassinant son prédécesseur Wittiza, Par ailleurs, le gouverneur byzantin de Ceuta, Julien, l'accuse d'avoir violé sa fille venue étudier à Tolède, ce qui prive les wisigoths du soutien de Constantinople. Averti de l'invasion musulmane, en guise de représailles, Julien en colère aide même les armées arabo-berbères à envahir la péninsule en leur fournissant des navires. Le 19 juillet 711 Rodéric affronte à la  bataille de Guadalete un jeune chef berbère du nom de Tariq ibn Ziyad. Fort de ses 40 000 hommes, le roi wisigoth est confiant sur l'issue de la bataille. En face, l'armée arabo-berbère n'est composée que de 7 000 combattants, auxquels s'ajoutent 5 000 soldats fraîchement arrivés sur la péninsule. Mais les Wisigoths sont divisés. Croyant que le but des musulmans est le pillage, certains nobles souhaitent utiliser cette incursion pour se débarrasser de Rodéric. Du fait de la trahison de ses nobles, les musulmans sortent victorieux, et Roderic est tué. Mais contrairement aux espérances des Wisigoths, après leur victoire, les envahisseurs poursuivent leur avancée. Mal défendues, les villes d'Hispanie ouvrent leurs portes une à une. Rapidement, les armées arabo-berbères, de Tariq ibn Ziyad occupent une partie du sud de la Péninsule Ibérique. Rejoints en 712 par des renforts musulmans dirigés par Moussa Ibn Noçaïr et son fils, Âbd al-‘Âziz Ibn Mussâ Ibn Nussâyr, les Omeyyades arrivent aux pieds des Pyrénées dès 714. L'occupation se fait sous l'autorité de Moussa Ibn Noçaïr, gouverneur omeyyade de l'Ifriqiya et commandant des troupes musulmanes (à l'exception d'un foyer chrétien dans le Nord, qui constituera le royaume des Asturies) . 

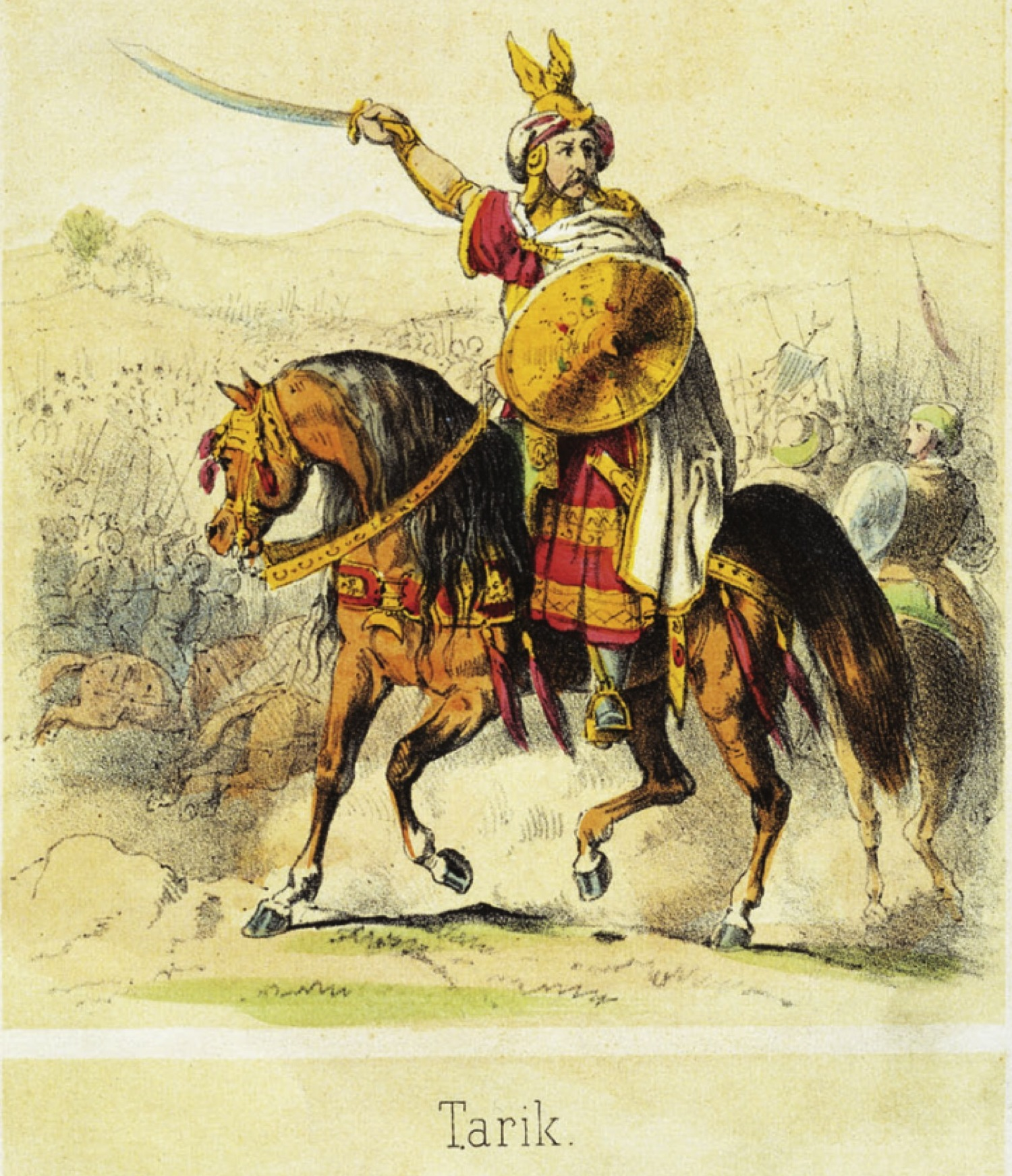
Târik Ibn Ziyad imaginé par Theodor Hosemann

Dans la foulée de la conquête de la péninsule et de la Septimanie, les armées musulmanes remontent en 719 vers Narbonne , débarquent en Sicile en 720, puis en Sardaigne, en Corse et dans les Baléares en 724.    
Conquise, l'ancienne Lusitanie romaine est alors intégrée dans le vaste empire omeyyade de Damas sous les noms d' al-Tagr al-Adna , la « Marche Inférieure » (Marca Inferior) et de Gharb al-Ândalus, « l'Andalousie de l'ouest ». Délaissant le nord-ouest de la péninsule, les musulmans s'intéressent prioritairement au centre et au sud du pays, qui présente en plus l'avantage d'être relativement proche de Cordoue, la capitale de l'Hispanie musulmane. Durant les premières décennies, Al-Andalus est considérée dans sa globalité comme une province lointaine du califat omeyyade de Damas et le pays est dirigé par un Wali d'al-Andalus (gouverneur). Très vite cependant, des tensions apparaissent entre les chefs berbères, arabes et Damas au sujet du partage du butin des vaincus,. Des particularismes liés à l'histoire spécifique de la région émergent. La chute des Omeyyades de Damas en 750 et leur remplacement par les Abbassides qui s'installent dans leur nouvelle capitale Bagdad contribuent à éloigner encore davantage la péninsule du centre du monde musulman. En 756, le prince omeyyade Abd Al-Rahman Ier, un rescapé du massacre de Damas, s'installe dans la péninsule Ibérique, prend une large autonomie vis-à-vis de Bagdad et se proclame émir d'Al-Andalus, créant et donnant son indépendance de fait à l'Émirat de Cordoue.   

### L'organisation du Gharb al-Ândalus
D'un point de vue administratif, Al-Andalus est divisé en différents districts nommés kuwars (au singulier kura). À son apogée, Gharb Al-Andalus est constitué de dix kuras, qui possèdent chacune une capitale. Les principales villes sont à l'époque  Beja,  Silves, Alcácer do Sal, Santarém, Lisbonne ou Coimbra. Au début du XIe siècle, le califat de Cordoue éclate en plusieurs petits royaumes ou taïfas. Gharb Al-Andalus n'échappe pas à cela et c'est ainsi que plusieurs villes du sud tombent sous la direction de la taïfa de Badajoz ou de Séville. Après la chute des Almoravides en 1147, le taïfa de Silves retrouve brièvement son indépendance avant de tomber sous le joug des Almohades en 1151.

Al-Andalus en 750 à la chute du califat Omeyyade de Damas

Avec la conquête musulmane, de prestigieuses familles arabes s'installent dans la région du Gharb et notamment dans les villes de Séville, Beja, Huelva jusqu'aux côtes d'Alentejo. Regroupés en fonction de leur tribu d'origine et en nombre réduit par rapport aux Latins ou aux Berbères, les Arabes forment un groupe solidaire entre eux, cette solidarité qui perdurera jusqu'au IXe siècle. Quant aux Berbères installés dans le nord, ils sont chassés par le roi des Asturies Alphonse Ier et viennent s'installer dans le sud du Gharb et rapidement surpassent en nombre les Arabes. Enfin quant aux Latins, leur situation dépend de la manière dont la ville s'est rendue aux conquérants arabes ; lorsqu'une ville capitulait pacifiquement comme à Mérida, Beja ou encore Évora, les nobles wisigoths pouvaient conserver leurs terres, si bien que certains documents attestent de la présence de très riches propriétaires terriens wisigoths jusqu'au XIIe siècle et l'Église, elle aussi, pouvait conserver ses terres. En revanche si, comme à Séville, la ville s'était révoltée à l'arrivée musulmane, les Arabes divisaient les terrains des nobles et les réattribuaient à un grand nombre de personnes comme aux serfs, favorisant ainsi les petites propriétés. Ces derniers, opprimés durant le règne des rois wisigoths, jouissent d'une certaine indépendance dans l'exploitation de ces terres dans la mesure où leurs nouveaux maîtres sont de piètres agriculteurs et donc laissaient leurs subordonnés cultiver comme ils le souhaitaient. La particularité du Gharb est le fait que la noblesse y a toujours été très indépendante et cela bien avant l'arrivée arabe.

### L'époque de l'émirat (VIIIe-Xesiècle)

#### Conquête puis fondation de l'émirat sous Abd Al-RahmanIer

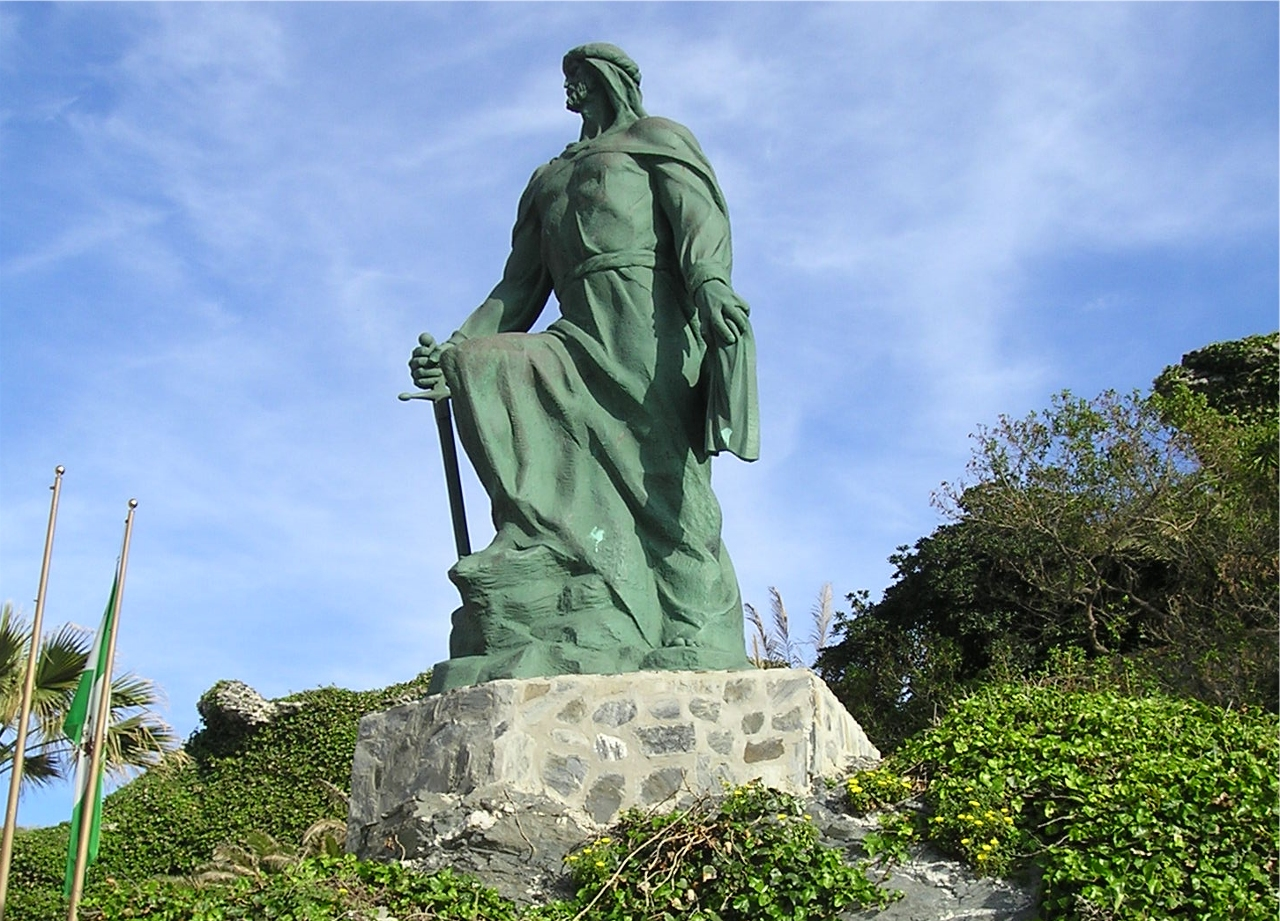
Statue de Abd al-Rahman Ier. Almuñécar, Espagne.

En 750 le califat omeyyade s'éteint avec la défaite de la bataille du Grand Zab et toute la famille est assassinée par les Abbassides, hormis Abd al-Rahman Ier. Après avoir franchi la Palestine, l'Égypte puis l'Afrique du Nord avec sans cesse la volonté d'arracher une terre où il peut gouverner, le dernier héritier omeyyade comprend qu'il lui est impossible d'affirmer son autorité au milieu de ces vastes étendues composées d'une grande multitude de populations et de tribus. Finalement, après maintes péripéties, il comprend que son unique issue serait d'atteindre la péninsule Ibérique où la famille omeyyade compte encore beaucoup de partisans. D'autant plus qu'il présente un avantage certain, son père est arabe mais sa mère est une berbère  du Maroc (de la tribu dite Nafza plus exactement,). Avec le soutien de plusieurs clans andalous, Abd Al-Rahman franchit la Méditerranée et commence une longue lutte pour la récupération du pouvoir. Finalement au mois de mai 756, il parvient à vaincre ses adversaires et se proclame émir en arrachant une large autonomie vis-à-vis du califat de Bagdad. Cette conquête n'est pas du goût de tous et notamment des nombreux soutiens que comptent les Abbassides en Andalus et dans la région du Gharb plus exactement.
Parmi les plus farouches opposants aux Ommeyyades le clan des Yahsubi est un des plus virulents et notamment un certain Al-Ala Mughit. Ce dernier prête serment au califat Abbasside et devient par conséquent son représentant officiel dans la péninsule. En 762/763, à partir de la ville de Beja il lève les étendards noirs de la famille Abbasside où il rencontre un fort succès populaire et plus particulièrement au sein du clan yéménite. Il est important de noter que contrairement au clan Yahsubi qui voue une haine envers la famille ommeyyade, la popularité des Abbassides dans la ville de Beja et au sein de sa population n'a pas la même origine. Beja était en ébullition perpétuelle depuis plus d'une vingtaine d'années vis-à-vis du gouvernement central quel qu'il soit, les Yahsubi n'ont fait qu'utiliser la population pour arriver à leur but. Bien que les raisons profondes de cette contestation soient obscures (selon certains historiens arabes une réparation inégale des terres entre les tribus arabes à leur arrivée un demi-siècle plus tôt serait à l'origine de cette opposition) l'importance militaire et stratégique que représente Beja pour l'émirat de Cordoue ne permet pas à Abd Al-Rahman d'ignorer cette contestation. La menace est d'autant plus grave qu'Al-AlA Mughit parvient sans lutter à s'emparer des terres entre Beja et Séville et à se constituer une puissante armée. L'émirat d'Abd Al-Rahman si difficilement arraché en Andalousie est en plein morcellement c'est pourquoi il décide de partir en guerre et pour ce faire il s'entoure de ses plus fidèles amis et guerriers et s'installe à Carmona où Al-Ala Mughit n'hésite pas à l’assiéger avec une armée plus puissante que celle de l'émir. Malheureusement pour Al-Ala Mughit le siège s'enlise et avec lui la combativité de ses hommes ce qui permet à Abd Al-Rahman de sortir de la ville et de livrer une bataille de plusieurs jours et parvient à vaincre Al-Ala Mughit qui meurt durant la bataille mais cela a pour conséquence d’exacerber encore plus la haine du clan Yahsubi envers les Ommeyades. Plusieurs chefs de ce clan continueront leur lutte envers le gouvernement central de Cordoue dans les années qui suivent mais l'émirat d'Abd Al-Rahman est sauvé.

#### Les révoltes duVIIIeetIXesiècles

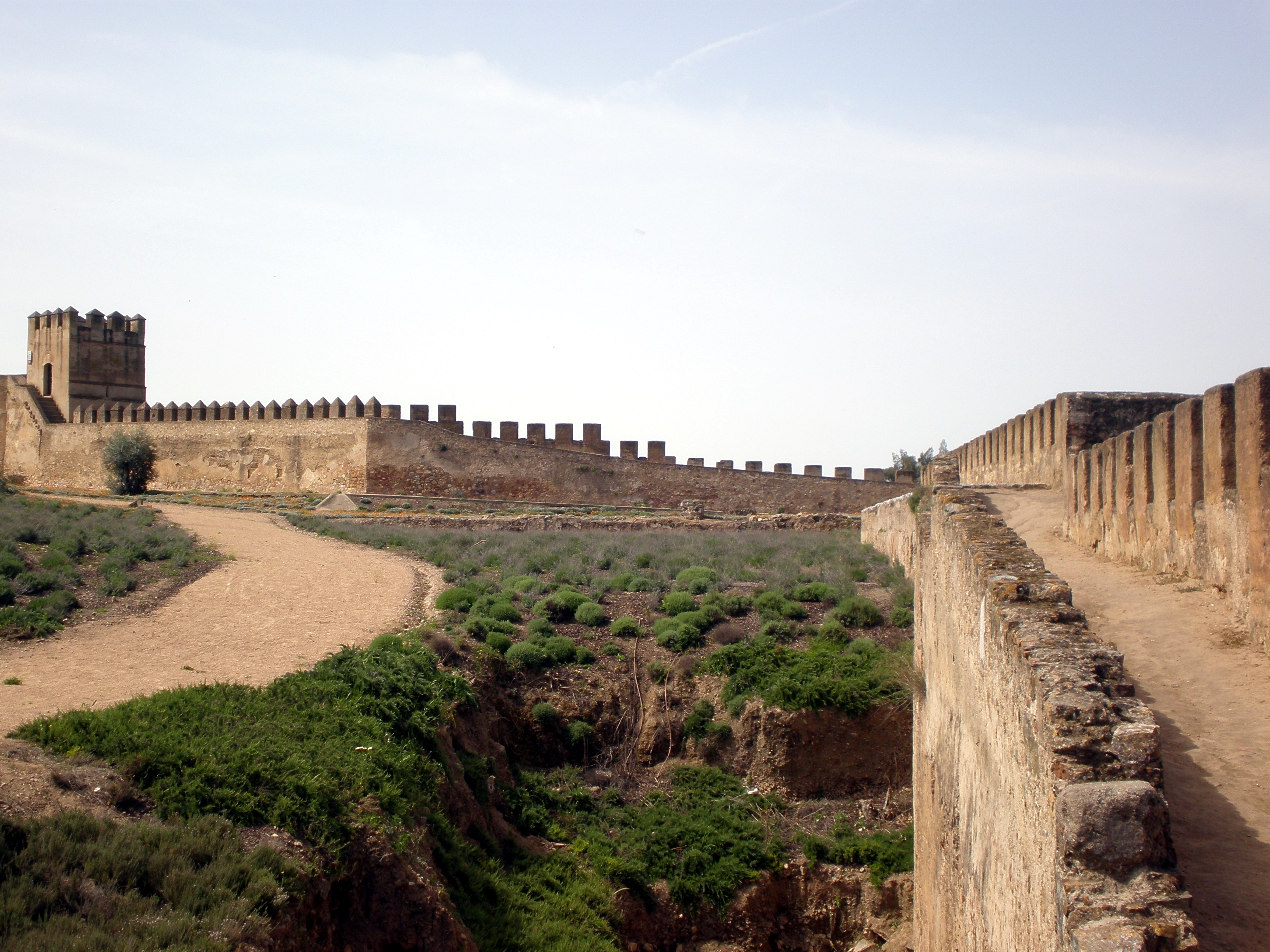
Badajoz ville fondée par Ibn Marwan

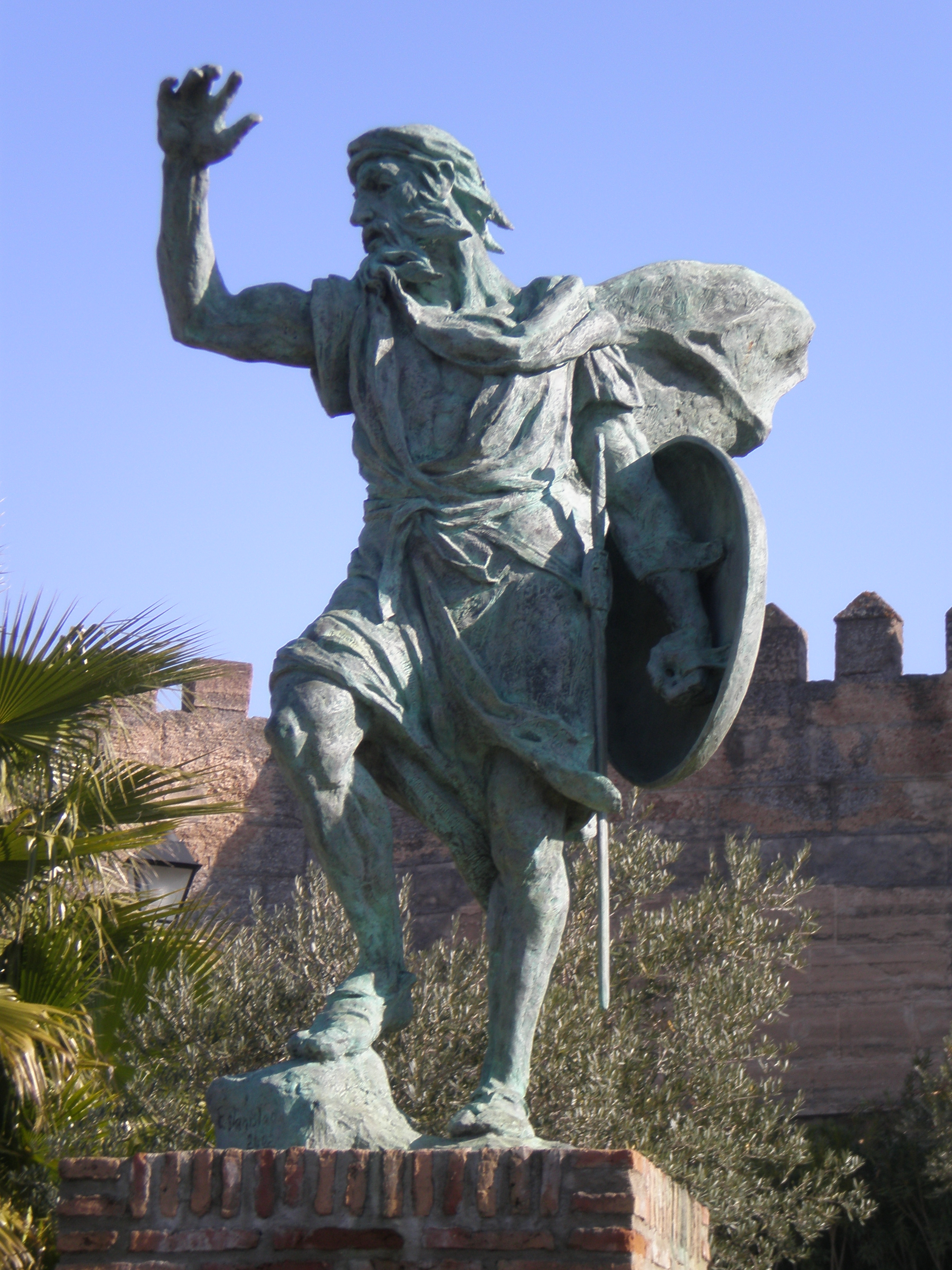
Ibn Marwan

À la fin du VIIIe siècle le Gharb est pourtant de nouveau menacé par les armées d'Alphonse II des Asturies qui dépassent à plusieurs reprises la frontière tracée par le fleuve Douro. Alphonse parvient même en 796 à prendre et piller la ville de Lisbonne. La menace pour le nouvel émir Al-Hakam Ier est réelle car le Gharb lui échappe mais trop occupé à mater les révoltes internes, il abandonne la région à son sort durant une décennie. Ce n'est qu'en 813 que Mérida est reprise ainsi que la ville de Lisbonne. Enfin Coimbra rentre dans le giron de l'émirat et la frontière le long du Douro est rétablie. La conséquence de la reprise du Ghârb est la perte de l'autonomie dont jouissait la région depuis l'arrivée arabe dans la région, mais le point le plus important est certainement le rôle des muwalladûn, ce latins convertis à l'islam et qui par la rébellion armée ont montré qu'ils attendaient à être entièrement reconnus en tant que musulmans par les émirs de Cordoue. Parmi les gouverneurs les plus importants qui ont inquiété les émirs de Cordoue on aussi peut citer les Banu Qasi de Saragosse ou les Banu Hajjaj de Séville mais l'un des plus importants est certainement Ibn Marwan. Lui-même est un muwallad originaire d'une riche famille aristocrate de Galice. Il se révolte contre le pouvoir central et exige d'être nommé à la tête d'une région abandonnée en Estrémadure où il souhaite arracher l'autonomie. Après avoir conclu un accord de paix avec l'émir de Cordoue, Ibn Mârwan est même soutenu dans son entreprise par l'émir de Cordoue dans la construction de la nouvelle cité de Badajoz en 875 où sa famille se maintient jusqu'en 929. Ibn Marwan obtient des droits inégalés dans la gestion de la région qui dépassent de très loin ceux des autres gouverneurs de régions; il est exempté d'impôts et est autorisé à rendre la justice au nom de l'émir. La conversion à l'islam de ces nobles permet paradoxalement, et malgré leurs nombreuses révoltes, la propagation de la religion musulmane dans la région, car ces familles peuvent à présent défendre efficacement les intérêts des Latins qui dès lors jouissaient réellement des mêmes droits que les populations arabes. Une fois l'égalité obtenue ces muwalladûn placent leur origine ethnique au second rang au profit d'une identité andalouse.
Les révoltes d'Ibn Marwan ou des autres muwallads, qui malgré des actions armées ne remettaient jamais en cause l'autorité de l'émir de Cordoue ni la croyance en la religion musulmane mais ne cherchent par là qu'à défendre les intérêts de leur peuple consolident l'Andalousie entière. Ainsi, Ibn Marwân qui s'était souvent allié avec les rois catholiques dans ses guerres, devient un des principaux défenseurs de la frontière nord de l'émirat de Cordoue une fois ses demandes satisfaites. Il montre même un caractère profondément imprégné de la culture arabe et de la religion musulmane et à aucun moment il ne cherche à renouer un quelconque lien avec les chrétiens du nord. La ville de Badajoz, construite dans une région abandonnée en proie aux attaques chrétiennes constitue rapidement une place forte stratégique pour l'État andalou. Le cas d'Ibn Marwan inspire de nombreux nobles aussi bien latins convertis que berbères qui en échange de la reconnaissance du pouvoir de l'émir gouvernent des régions largement autonomes facilitant l'unification du pays que mènera Abd al-Rahman III.

#### L'âge d'or du Gharb al-Ândalûs auXesiècle

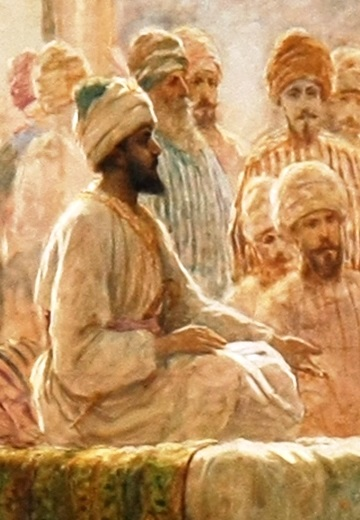
Abd al-Rahman III

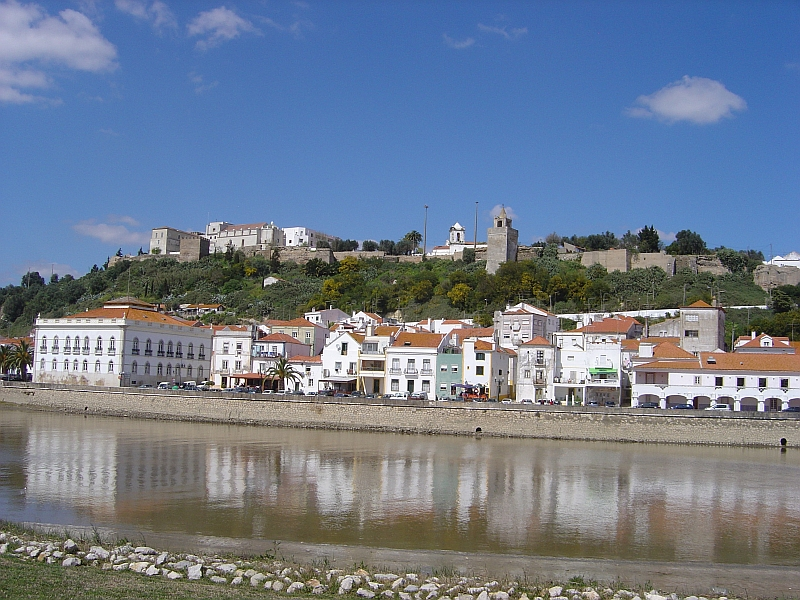
La ville d'Alcacer do Sal devient au cours du X une des plus importantes cités du Ghârb

La période de révolte ou fitna du IXe siècle a permis à la région d'être pendant plusieurs décennies indépendante vis-à-vis du pouvoir central de Cordoue. Grâce à cela, les fruits du commerce et de l'agriculture sont totalement réinvestis dans l'économie locale. Rapidement des villes comme Alcácer do Sal ou Badajoz qui n'étaient que des villages en ruine sont rebâtis et deviennent des centres importants du Ghârb Al-Andalus. Lisbonne se dote d'un port et on y échange des marchandises aussi bien avec les États chrétiens qu'avec les ports d'Afrique du Nord comme Oran. La région sous l'impulsion de la noblesse locale se prépare à prendre son envol et à participer à l'âge d'or andalou du Xe siècle.
C'est avec l'arrivée sur le trône d'Abd al-Rahman III, qu'Al-Andalus récolte les fruits des efforts entrepris par les différents émirs durant les deux siècles précédents. Après avoir fait taire les révoltes et reconquis une à une les cités rebelles Abd Al-Rahman III parvient à rallier les nobles à sa cause. Aux cités qui se rendent pacifiquement il accorde son pardon, quant à celles qui décident de résister, après avoir conquis la ville, Abd Al-Rahman III capture le gouverneur qu'il fait exiler à Cordoue afin de mieux le rallier à sa cause. La politique d'Abd Al-Rahman III pacifie enfin le pays après près de deux cents ans de révoltes.

## Société
La population musulmane de la province était constituée d'Arabes, de Berbères et de Latins convertis à l'islam. Les Arabes étaient essentiellement originaires du Yémen et bien que minoritaires ils appartenaient à une certaine élite. Les Berbères originaires des montagnes d'Afrique du Nord sont quant à eux essentiellement des nomades. Les nouveaux conquérants, qui ne comptent pas plus de quelques milliers de personnes, s'installent principalement dans la région de l'Algarve ou plus généralement au sud du Tage. Enfin les Latins convertis à l'islam et nommés muwallads forment le groupe majoritaire. Enfin les esclaves, originaires d'Europe ou d'Afrique noire, forment un groupe important.
La société andalouse en général était plutôt citadine que rurale mais malgré le fait que certaines villes comme Lisbonne ou Silves comptaient plusieurs milliers d'habitants, aucune d'entre elles ne dépasse en taille les gigantesques cités comme Cordoue et ses 500 000 habitants ou Séville. Bien au contraire, l'élite était composée essentiellement de marchands de la classe moyenne, petits propriétaires terriens, juristes etc .
Au début du VIIIe siècle la population était essentiellement de religion chrétienne mais la tendance s'inverse rapidement avec le départ de nombreux chrétiens vers le nord mais aussi avec la conversion à l'islam si bien qu'au XIe siècle la religion musulmane est devenue dominante. Enfin les juifs dont on dénombre à peine un millier de fidèles forment un petit groupe.

## Économie
Hormis la côte sud-Atlantique qui convenait à la culture intensive l'économie de la province était essentiellement tournée vers l'agriculture et l'élevage traditionnels. La population étant essentiellement citadine, les terres étaient partagées entre de grands propriétaires terriens qui employaient des villageois locaux ou utilisaient les esclaves pour le travail de la terre. Les terres abandonnées par les chrétiens étaient distribuées aux nouveaux musulmans qui s'installaient dans la région; ceux qui souhaitaient malgré tout rester devaient payer une taxe spéciale. La plupart des fermiers de la région cultivaient des céréales comme le blé, le sorghum ou le riz introduit dans la péninsule avec l'arrivée arabe. Les oliveraies s'étendaient au fur et à mesure que les champs viticoles s'amenuisaient qui servaient essentiellement à produire des jus de fruits ou le raisin. Des fruits comme les abricots, les pêches, le citron ou les épinards y sont aussi cultivés. Les systèmes d'irrigation mis en place par les Romains sont améliorés et les moulins à vent sont largement utilisés bien que peu à peu surpassés par un système d'origine syrienne encore plus ingénieux qu'est la noria ou le moulin à eau.
La pêche, activité florissante depuis l'époque romaine reste importante mais du fait que le pays se concentrait essentiellement sur la Méditerranée, seuls quelques ports comme Lisbonne parviennent à réellement se développer. Les mines, quant à elles, permettent essentiellement d'extraire l'or, l'argent, le cuivre ou l'étain.

## Culture et religions
Durant la période musulmane chaque ville ou village se doit de posséder une mosquée et dans les grandes cités les structures religieuses y sont plus fournies. Ainsi la mosquée de Lisbonne possédait six nefs et sept rangées de colonnes lors de la prise de la ville par les armées chrétiennes en 1147. Enfin c'est dans les grandes villes aussi que s'organisent les départs vers le pèlerinage à La Mecque.
Les musulmans du Gharb al-Ândalus sont majoritairement sunnites et suivent l'islam de l'école malékite. Ce dernier, enseigné grâce à un réseau de mosquées où sont formés de nombreux juristes, théologiens ou encore poètes, permet aussi de diffuser la langue arabe qui devient la langue courante des chrétiens vivant dans la province. Aujourd'hui encore, près d'un millier de mots portugais d'usage courant sont d'origine arabe. De la même façon, d'innombrables toponymes continuent de porter des noms d'origine arabe.

## Littérature du Gharb al-Ândalus
Précédant la naissance de la littérature latine et chrétienne du Portugal, la littérature arabe du Gharb se développe au croisement de deux mondes inextricablement imbriqués pendant la Reconquista, juste avant que la Lusitanie musulmane ne soit absorbée par le Royaume de Portugal.
Auteurs Andalous de l'époque du Gharb :
- Muhammad Abū Bakr Ibn Swwār al-Ušbūnī, poète lisboète du XIe siècle[21]

- Ibn Ammar (1031 - 1086)
- Al Mutamid ibn Abbad (1040-1095)
- Abû l-Ḥasan 'Alî ibn Bassâm al-Shantarînî (1084-1147)
- Ibn Harbun

Auteur portugais contemporain inspiré par la période musulmane de l'histoire du Portugal :
- Le poète, écrivain, essayiste, historien et juriste José Adalberto Coelho Alves, couronné par le prix Charjah pour la culture arabe en 2008, de l'UNESCO, s'inspire dans toute son œuvre de la période musulmane de l'histoire du Portugal, dans ses essais, par exemple dans Em busca da Lisboa Árabe, O Algarve-Da Antiguidade aos nossos dias (1999) et Nós e os Árabes (2005), dans ses recueils de poèmes personnels, notamment Irão - Viagem ao País das Rosas, écrit en portugais et en farsi (2007), dans le recueil Shi‘r, ou dans ses recréations poétiques, par exemple dans O Meu Coração é Árabe (1985), Ibn'Ammâr al-Andalusî, o Drama de um Poeta (2000) ou Um Humanista do sec. XI: Al-Bâjî (1992)[22].

## Le «Royaume de l'Algarve»
Sans doute pour une question de prestige, même après avoir été intégré aux possessions de la Couronne portugaise, bien qu'il ne dispose d'aucune autonomie politique, le Gharb reste une entité distincte du reste du Portugal dans la titulature des souverains portugais. Le roi Sanche I de Portugal est le premier à porter le titre de Roi de l'Algarve, dans le cadre de la conquête de Silves en 1189. À l'époque, Silves est à une ville de l'Empire Almohade, qui tient tout Al-Andalus sous sa domination. D. Sanche utilise par la suite alternativement dans ses documents officiels les titres de Roi de Portugal et Silves (Rei de Portugal e de Silves), ou Roi de Portugal et de l'Algarve (Rei de Portugal e do Algarve), conjuguant exceptionnellement les trois titres Roi de Portugal, de Silves et de l'Algarve (Rei de Portugal, de Silves e do Algarve).
Après avoir été abandonné un temps, de 1191 à 1249, avec la contre-offensive et la reprise musulmanes de Silves, ses successeurs reprennent et portent le titre de Rois de Portugal et de l'Algarve (Rei de Portugal e do Algarve) jusqu'en 1471, puis à partir de 1471, avec la conquête du Maroc portugais, ils portent le titre de Rois de Portugal et des Algarves (Rei de Portugal e dos Algarves), incluant l'Algarve européen (Algarve d'aquém-mar), et les possessions portugaises du Maroc, appelées Algarve d'outre-mer en Afrique (Algarve d'além-mar em África). Malgré l'abandon de la dernière place portugaise du Maroc Mazagan, en 1769, le titre de roi de Portugal et des Algarves est utilisé par les rois du Portugal jusqu'à la chute de la monarchie en 1910. 

## Sources, notes et références
1. 1 2  António Henrique R. de Oliveira Marques (trad. Marie-Hélène Baudrillart, préf. Mário Soares, postface Jean-Michel Massa), Histoire du Portugal et de son empire colonial, Éditions Karthala, 1998, 615 p. (ISBN 978-2-86537-844-9, OCLC 40655425, présentation en ligne)
2. 1 2  Joseph Pérez, Histoire de l'Espagne, Paris, A. Fayard, 1996, 921 p. (ISBN 978-2-213-03156-9, OCLC 301631483), p. 34.  Selon Joseph Pérez, « parmi les envahisseurs de 711, les Arabes proprement dits étaient une infime minorité [...] la majorité était formée de Berbères. [...] C'est pourquoi les Espagnols, pour évoquer la domination musulmane, préfèrent parler de Maures, c'est-à-dire de Maghrébins.»
3. 1 2  (fr) Jean Flori, La première croisade : l'Occident chrétien contre l'Islam (aux origines des idéologies occidentales), Editions Complexe, 2001, 287 pages (lire en ligne), p. 120
4. 1 2  « Article sur Moussa Ibn Noçaïr (640-716/17) », sur www.universalis.fr (consulté le 26 mai 2010)
5. ↑  « Mūsā ibn Nuṣayr », sur Encyclopædia Britannica (consulté le 26 mai 2010) Article sur Tariq ibn Ziyad (Britannica)
6. ↑  A History of Portugal and the Portuguese Empire, Vol. 1: From Beginnings to 1807: Portugal (Volume 1) p. 55
7. ↑  Le Portugal musulman, VIIIe-XIIIe siècle. Christophe Picard, p. 25
8. 1 2  Le Portugal musulman, VIIIe-XIIIe siècle. Christophe Picard, p. 27
9. 1 2  André Clot op. cit. p. 40
10. ↑  The great caliphs, Amira K. Bennison, p. 25
11. ↑  Le Portugal musulman, VIIIe-XIIIe siècle. Christophe Picard, p. 30
12. ↑  Le Portugal musulman, VIIIe-XIIIe siècle. Christophe Picard, p. 31
13. ↑  Le Portugal musulman, VIIIe-XIIIe siècle. Christophe Picard, p. 39
14. ↑  Le Portugal musulman, VIIIe-XIIIe siècle. Christophe Picard, p. 47
15. ↑  Le Portugal musulman, VIIIe-XIIIe siècle. Christophe Picard, p. 46
16. ↑  Le Portugal musulman, VIIIe-XIIIe siècle. Christophe Picard, p. 62
17. ↑  Le Portugal musulman, VIIIe-XIIIe siècle. Christophe Picard, p. 58
18. 1 2 3  A. R. Disney, op. cit. p. 58
19. 1 2  A History of Portugal and the Portuguese Empire, Vol. 1: From Beginnings to 1807: Portugal (Volume 1) p. 60.
20. ↑  A History of Portugal and the Portuguese Empire, Vol. 1: From Beginnings to 1807: Portugal (Volume 1) p. 62.
21. ↑  Pascal Buresi, « La réaction idéologique almoravide et almohade à l'expansion occidentale dans la péninsule Ibérique (fin XIe-mi XIIIe siècles) », Actes des congrès de la Société des historiens médiévistes de l'enseignement supérieur public, no Volume 33 Numéro 1,‎ année 2002 volume 33 numéro 1 pp. 229-241, p. 229-241 (lire en ligne)
22. ↑  Dicionário Cronológico de Autores Portugueses (vol. VI) do Instituto Português do Livro e das Bibliotecas, ed. Publicações Europa-América, 2001. - The UNESCO –SHARJAH PRIZE FOR ARAB CULTURE – 2008, publication de l'UNESCO. - "Site" de l'UNESCO, sur Internet. - "Links" divers, "on line".